# Io e mamma
Io e mamma è una miniserie televisiva italiana in sei puntate trasmessa in prima visione da Canale 5 nel 2007.
Le protagoniste sono Stefania e Amanda Sandrelli, madre e figlia, sul set per la prima volta assieme.

## La trama delle puntate
Si tratta della storia di Stella (Amanda Sandrelli) ed Eleonora (Stefania Sandrelli). Stella ha un rapporto difficile con la madre, ma sarà costretta a vivere assieme a lei dopo che il marito (Blas Roca-Rey), coinvolto in un crack finanziario, la abbandona senza farsi più sentire. Inoltre riprende la professione di avvocato nello studio dell'amico Severino (Fabio Ferrari), affrontando in ogni puntata casi sempre più difficili.

## Dati di ascolto delle puntate
| Puntata | Prima TV       | Spettatori | Share  |
| ------- | -------------- | ---------- | ------ |
| 1       | 17 aprile 2007 | 5.331      | 21,99% |
| 2       | 23 aprile 2007 | 4.388      | 18,38% |
| 3       | 30 aprile 2007 | 4.071      | 17,61% |
| 4       | 7 maggio 2007  | 3.321      | 13,54% |
| 5       | 20 maggio 2007 | 1.945      | 12,86% |
| 6       | 27 maggio 2007 | 2.236      | 12,54% |

## Produzione
Il titolo originale della serie era Azione civile, poi cambiato in Io e mamma poche settimane prima della messa in onda. La stessa Stefania Sandrelli ha espresso perplessità sul brusco cambio del titolo, trovando quello originale più adatto.
Amanda Sandrelli è la figlia che Stefania Sandrelli ha avuto da giovane con il cantante Gino Paoli. Madre e figlia non avevano mai recitato assieme, se si escludono poche scene per il film L'attenzione del 1985.
La fiction Io e mamma è una produzione Mediaset e MediaVivere, con la collaborazione della Fascino, la società di Maurizio Costanzo e Maria De Filippi.
Molte scene di Io e mamma sono state girate durante l'estate 2006 in una villa a Formello, alle porte di Roma.

## Distribuzione
Le prime quattro puntate sono state trasmesse in prima serata, il lunedì, ad eccezione della prima trasmessa al martedì. Le ultime due puntate sono state trasmesse la domenica pomeriggio, sempre su Canale 5, a causa dei bassi ascolti ottenuti in prima serata.
Dall'11 settembre al 16 ottobre 2010 Rete 4 ha riproposto le sei puntate in Daytime.